# Lev Arens
Lev Evguenievitch Arens (1890-1967) (Лев Евге́ньевич А́ренс) fue un botánico, naturalista y poeta soviético, especialista en abejas.

## Biografía

### Formación
Lev nace en Martychkino (hoy dependiente de la ciudad de Lomonosov, antiguamente Oranienbaum) cerca de Peterhof. Su padre, Evgueni Arens (1856-1931) era capitán teniente y futuro general de la flota. Con ese último encargo marchó en 1903 apuntando a Peterhof y del Amirantazgo de Tsarskoïe Selo, sus hijos pasaron una parte de su juventud en Tsarskoïe Selo donde la familia dispuso de un piso de función. Recibía amigos de la familia, como el compositor Vladimir Dechevov, el poeta Vassili Komarovski, el escritor Nikolái Gumiliov, el historiador de arte Nikolaï Pounine. Su hermana Anna era la esposa de este último y su otra hermana, Zoé, esposa del hermano de Pounine, Alexandre, también botánico.
Lev terminó el liceo de Tsarskoïe Selo en 1909 y entró al Departamento de ciencias naturales de la Universidad de San Petersburgo. La facultad durante sus estudios lo envía a las estaciones biológicas de Sebastopol (1910), de Seliger y de Borodino (1912) y de Villefranche (1913) en Francia donde Rusia disponía de una base naval. Allí asistió al congreso zoológico internacional en Mónaco. Lev también se interesó en la literatura desde su joven edad e intentó con la poesía. Hace leer sus primeros escritos a Goumiliov, amigo de la familia, que lo disuade de continuar... Arens cesa de componer versos durante treinta años.

### Comienzos de carrera
Al finalizar sus estudios en 1915, Arens se compromete en la Marina Imperial como matelot de 2.º clase. Combate en Mar Negro, recibe una condecoración de la cruz de San Georges. Luego fue alférez al Amirantazgo. Es desmovilizado después de la revolución de 1917 que pone final a la participación de Rusia en la guerra y acepta la invitación de Lounatcharski a la primera comisaría del Pueblo a la educación como secretario de comisión. Al finalizar 1918, va al Instituto Leshaft de Petrogrado donde trabajó con algunas interrupciones durante diecinueve años. Sobre todo se especializa en entomología. Trabaja igualmente algún tiempo en la filial del instituto en Borissovka (cerca de Belgorod) donde estudia la flora de la reserva natural local.
En 1919 y 1920, es asistente en la cátedra de histología de la Universidad Nacional de Tauride (Crimea) y secretario de la comisaría de la educación de Crimea. Se casa con una joven judía karaïte (o karaïme según el uso reciente), Sarah, que le dará tres hilos: Evgueni (1921), Igor (1923) y Youri (1929). Se acercó a los futuristas en los años 1920 y de varios círculos literarios de vanguardia en torno al poeta Tikhon Tchouriline (1885-1946). Fue primero en escribir un artículo necrológico sobre Velimir Jlébnikov.
De 1923 a 1931, enseña en la cátedra de zoogeografía de la Facultad de Geografía de la Universidad de Leningrado. Es igualmente lector del instituto de zoología. Entre 1931 y 1932, es especialista científico del instituto Botánico de la Unión, después es enviado a la reserva natural de Narian-Mar (en Siberia) donde estudia los renos. Se queda dos años mientras la represión estalininsta comienza a golpear los medios científicos. Arens estudia los renos y la flora local (como el ciboulette Allium schoenoprasum). La represión se intensifica después de la muerte de Kirov en diciembre de 1934. Es dirigida primeramente contra los medios cultivados y la intelligentsia de Leningrado.

### Represión estalinista
Lev es hijo de un elevado oficial de la marina imperial que pertenece, según la tabla de rangos a la nobleza. Entonces es apuntado por esa medida. Es arrestado e inmediatamente juzgado el 4 de marzo por el soviet especial del NKVD que lo envía a un campo de trabajos forzosos como elemento social peligroso (hijo de noble) por cinco años. Purga su pena en un campo de los alrededores de Medvejiegorsk en Carelia donde es empleado al combinado agrícola de la estación sita cerca del canal del mar Blanca, construido por los convictos. Su mujer Sarah es relegada a Astrakan donde permanece con su hijo menor, hasta la liberación de su marido en 1939. Su hija Aîné vive con su tía paterna y Puîné en la familia de las Pounine. Tienen el derecho de abandonar Leningrado cada verano para visitar a su madre durante las grandes vacaciones.
Lev es liberado el 15 de junio de 1939 del campo laboral del canal de la mar Blanca, cumpliendo 252 días de trabajos. Encontrando difícil encontrar trabajo después de su condena, marcha en el verano de 1940 instalándose con su familia a Gloukhov en Ucrania, después la guerra estalla y la familia se trasladó a la reserva natural de la Khopior (cerca de Voronej). Pierde dos de sus hijos durante la guerra: Youri a la reserva natural de la Khopior en octubre de 1941 e Igor de distrofia en abril de 1942 durante la hambruna debida al sitio de Leningrado.

### Después de la guerra
Después de la guerra, Arens trabaja durante diez años en la reserva natural de Teberdá. Es miembro de la Sociedad Geográfica de URSS y de la Sociedad de entomología de URSS. Naturalista distinguido, fue autor de un centenar de publicaciones, así como de recensiones, de crónicas, de traducciones del francés (en particular del poeta y especialista de las abejas Jean-Henri Fabre). Un cierto número de sus trabajos que permanecen en la Sociedad Geográfica no han todavía sido publicados, así como de manuscritos sobre Khomiakov y Chamisso.

## Algunas publicaciones
Sobre apicultura:
- О закономерности посещения пчёлами медоносных растений // Пчеловодн. дело. — 1926. — v. 6.
- Медоносная пчела как опылитель // Пчеловодн. дело. — 1926. — v. 9.
- Плодовые сады и пчёлы // Пчеловодство. — 1926. — v. 8.
- Значение лесных заповедников для пчеловодства // Пчеловодн. дело. — 1927. — v. 6.
- О некоторых очередных задачах по изучению медоносных растений // Практическое пчеловодство. — 1927. — v. 6.
- Об ядовитом мёде. Памяти Р. Э. Регеля // Опытн. пасека. — 1928. — v. 4—6.
- Географическое распространение медоносов и многополье // Вестн. российск. и иностр. пчеловодства. — 1928. — v. 2.
- Энциклопедия пчеловодства. — 1928. — несколько статей о медоносных растениях
- Фенология на службе у пчеловода // Пчела и пасека. — 1928. — v. 2.
- О разноцветной обножке // Пчеловодн. дело. — 1929. — v. 3.
- Царь-зелье (Delphinium elatum) и пчёлы // Пчеловодн. дело. — 1929. — v. 5.
- Медоносы и многополье // Пчеловодн. дело. — 1929. — v. 7.
- Об узе // Опытн. пасека. — 1929. — vuelo. 1—2.
- Посещение пчёлами цветков ночной свечи (Oenothera biennis) // Опытн. пасека. — 1929. — v. 3—4.
- Плантации снотворного мака и пчёлы // Опытн. пасека. — 1929. — v. 7—8.
- Поведение пчёл на цветах яснотки пятнистой (Lamium maculatum) // Опытн. пасека. — 1929. — v. 9—10.
- Щетинник мутовчатый (Setaria verticillata) ловушка для пчёл // Опытн. пасека. — 1929. — v. 11—12.
- Важнейшие лекарственные медоносные растения [Los Principales plantas médicinales mellifères] // Пчеловод-практик. — 1930. — v. 8—9.
- Географические основы пчеловодства [Geografía de la apiculture] // Коллективн. пчеловодн. дело. — 1930. — v. 1.
- Очерк истории культуры медоносных растений на русской почве [Historia de la apiculture en Rusia] // Тр. прикл. бот., генет. и селекции. — 1930. — v. 5. — Т. XXII. — pp. 3–78. — publicación la más conocida de Arens in: исторический обзор возникновения пчеловодства и культуры медоносных растений в России с 1672 года, Пчела-опылительница // Коллективн. пчеловодн. дело. — 1930. — v. 5.
- Географические центры возникновения и развития самобытного пчеловодства в Новом свете [A propósito del apiculture en el Nuevo Mundo] // Изв. Всес. геогр. об-ва. — 1940. v. 1. — Т. LXXII. p. 43–50.
- Добывание мёда в доисторическое время [La récolte de la miel bajo la prehistoria] // Изв. Всес. геогр. об-ва. — 1940. — v. 6. — Т. LXXII p. 864–866.

Otros temas
- Лес на Ворскле // Украинский охотник и рыболов. — 1925. — v. X.
- К использованию луговой растительности тундровой зоны [La utilización de las plantas de pradera de la zona de tundra] // Хозяйство Севера. — Архангельск: 1934. — v. 10 p. 4–8.
- Пастбища отельного периода в оленеводстве. [A propósito de la ganadería de los renos] — Нарьян-Мар, 1934.
- О диком луке, или скороде, как замечательном растении крайнего Севера СССР [A propósito de la cebolla salvaje o de la ciboulette como planta aventajada de las regiones septentrionales de la URSS // Природа. — 1935. v. 1.
- Сероольшанники полуострова Заонежья // Природа. — 1937 v. 6.
- О географической зональности лишайниковых ковров из рода Cladonia [Sobre los lichens Cladonia] // Изв. Всес. геогр. об-ва. — 1940 v. 6. — Т. LXXII. p. 810–813.
- Орхидея венерин башмачек и доломиты в Карелии [El Orchidée sabot de Venus y los Dolomites en Carelia]  // Изв. Всес. геогр. об-ва. — 1946 v. 2. p. 242–243.